# Ochenta
El ochenta (80) es el número natural que sigue al setenta y nueve y precede al ochenta y uno.

## Propiedades matemáticas
- Es un número compuesto, que tiene los siguientes factores propios: 1, 2, 4, 5, 8, 10, 16, 20 y 40. Como la suma de sus factores es 106 > 80, se trata de un número abundante.
- Es un número de Harshad.

## Características
- 80 es el número atómico del mercurio.
- 80 es el número del puerto de red por el que ingresa todo tráfico HTTP.

- Datos: Q712467
- Multimedia: 80 (number) / Q712467